# Кен Томпсон
Кенет Лејн Томпсон (енгл. Kenneth Lane Thompson; Њу Орлеанс, 4. фебруар 1943) је информатичар који је познат по свом раду на стварању програмског језика Ц и оперативног система јуникс.